# Caravan Palace
Caravan Palace je francouzská elektro-swingová hudební skupina sídlící v Paříži. Od roku 2006 do roku 2007 strávili turné po Francii a jejich první festivalové vystoupení bylo na Django Reinhardt Jazz Festivalu v roce 2007. V říjnu 2008 vydali na labelu Wagram své debutové album Caravan Palace, které se umístilo v žebříčcích ve Švýcarsku, Belgii i Francii, kde se dostalo až na 11. příčku.

## Členové

### Skladatelé
- Hugues Payen – housle, zpěv
- Arnaud Vial – kytara, zpěv, MIDI nástroje
- Antoine Toustou – pozoun, vocoder, MIDI nástroje
- Charles Delaporte – kontrabas, syntezátor

### Členové pro koncerty
- Camille Chapeliére – klarinet, saxofon (2008–2019)

- Martin Berlugue – pozoun (2020–současnost)
- Lucas Saint-Cricq – saxofony (2020–současnost)
- Paul-Marie Barbier – vibrafon, klavír, perkuse (2012–současnost)
- Zoé Colotis – zpěv (2008–současnost)
- Victor Raimondeau – saxofony (2019)

## Dílo
| Název                   | Rok vydání |
| ----------------------- | ---------- |
| Caravan Palace          | 2008       |
| Panic                   | 2012       |
| <\|°_°\|>               | 2015       |
| Chronologic             | 2019       |
| Gangbusters Melody Club | 2024       |

| Název       | Rok vydání |
| ----------- | ---------- |
| Suzy        | 2009       |
| Clash       | 2012       |
| Wonderland  | 2016       |
| Black Betty | 2017       |
| Miracle     | 2019       |
| About You   | 2019       |
| Plume       | 2019       |
| Moonshine   | 2020       |
| MAD         | 2023       |
| Reverse     | 2023       |
| Mirrors     | 2024       |
| Fool        | 2024       |

Hudební videa
| Název          | Tvůrce                                       | Rok vydání |
| -------------- | -------------------------------------------- | ---------- |
| Jolie Coquine  | Není                                         | 2009       |
| Suzy           | Není                                         | 2009       |
| Rock it for me | Guillaume Cassuto, Ugo Gattoni, Jeremy Pires | 2012       |
| Dramophone     | Frédéric de Ponchara                         | 2012       |
| Comics         | Soandsau                                     | 2015       |
| Mighty         | Není *                                       | 2015       |
| Lone digger    | Double Ninja                                 | 2015       |
| Wonderland     | Kelsi Phung                                  | 2016       |
| Midnight       | Andy Collet                                  | 2016       |
| Miracle        | Double Ninja                                 | 2019       |
| Plume          | Romain Cieutat                               | 2019       |
| Moonshine      | Double Ninja                                 | 2020       |
| Supersonics    | Bechir Jiwee Jouini                          | 2020       |
| MAD            | Everfresh                                    | 2023       |
| Mirrors        | Everfresh                                    | 2024       |

* Video je sestříháno z různých videoklipů s roboty a má více tvůrců.